# Michael Gazzaniga
Michael S. Gazzaniga (Los Ángeles, California, 12 de diciembre de 1939 (85 años)) es profesor de psicología en la Universidad de California en Santa Bárbara, donde dirige el nuevo centro SAGE para el estudio de la mente.

## Vida profesional
En 1961 Gazzaniga se graduó en el Dartmouth College. En 1964 realizó un doctorado en psicobiología en el Instituto Tecnológico de California, donde trabajó bajo la dirección de Roger Wolcott Sperry, con la responsabilidad principal de iniciar la búsqueda de la división del cerebro y sus funciones. En sus trabajos posteriores ha logrado importantes avances para nuestro entendimiento de las funciones de lateralización en el cerebro y cómo los hemisferios cerebrales se comunican entre sí.
Gazzaniga ha fundado y desarrollado centros de Neurociencias Cognitivas en la Universidad de California en Davis y el Dartmouth College, supervisando el trabajo y motivando el talento de muchos jóvenes científicos. Su reciente obra de colaboración The Cognitive Neurosciences III, de MIT Press, reúne el trabajo de casi 200 científicos, y está reconocida como esencial en el campo de la neurociencia cognitiva.
En su larga carrera, también es autor de muchos libros de divulgación, y ha participado en programas televisivos como The Brain and the Mind, de la BBC. El 3 de marzo de 2000 participó en una sesión del "Friday Evening Discourses", histórico círculo de conferencias científicas presentadas ante la Royal Institution of Great Britain por sus miembros y que inauguró Michael Faraday en 1826. 
Gazzaniga es también consejero en diversas instituciones de investigación, y miembro del President's Council on Bioethics.

## Obra bibliográfica
- Gazzaniga, Michael (1970). The Bisected Brain. Appleton Century Crofts (USA). ISBN 0390352780.
- Michael Gazzaniga, Das erkennende Gehirn. Entdeckungen in den Netzwerken des Geistes, Junfermann 1988, ISBN 3-87387-290-0
- Michael Gazzaniga: The ethical brain, New York: Dana Press, 2005, ISBN 1-932594-01-9
- Michael S. Gazzaniga, Wann ist der Mensch ein Mensch?, Antworten der Neurowissenschaft auf ethische Fragen, Patmos Verlag 07/2007, ISBN 978-3-491-36008-2
- Gazzaniga, M.S., Ivry, R., & Mangun, G.R.: Cognitive Neuroscience: The Biology of the Mind. W.W. Norton, 2008. 3rd Edition
- Michael S. Gazzaniga (ed.) The Cognitive Neurosciences, Cambridge, Massachusetts, London: The MIT Press, 2009, ISBN 978-0-262-01341-3, url = https://www.hse.ru/data/2011/06/28/1216307711/Gazzaniga.%20The%20Cognitive%20Neurosciences.pdf

### Ediciones en español
- Michael S. Gazzaniga (1993). El cerebro social. Alianza. ISBN 9788420606460.
- Michael S. Gazzaniga (1998). El pasado de la mente. Andres Bello. ISBN 9788489691889.
- Michael S. Gazzaniga (1998). Cuestiones de la mente: cómo interactúan la mente y el cerebro para crear nuestra vida consciente. Herder. ISBN 9788425420368.
- Michael S. Gazzaniga (2010). El cerebro ético. Planeta. ISBN 9788449324505.
- Michael S. Gazzaniga (2010). ¿Qué nos hace humanos?: La explicación científica de nuestra singularidad como especie. Ediciones Paidós. ISBN 9788449324079.
- Michael S. Gazzaniga (2012). ¿Quién manda aquí?: El libre albedrío y la ciencia del cerebro. Editorial Paidós. ISBN 9788449326219.
- Michael S. Gazzaniga (2015). Relatos desde los dos lados del cerebro. Editorial Paidós. ISBN 978-84-493-3141-1. Archivado desde el original el 31 de mayo de 2016. Consultado el 28 de abril de 2016.